# Meridiano 130 W
O meridiano 130 W é um meridiano que, partindo do Polo Norte, atravessa o Oceano Ártico, América do Norte, Oceano Pacífico, Oceano Antártico, Antártida e chega ao Polo Sul. Forma um círculo máximo com o Meridiano 50 E. Ao nível da Linha do Equador dista 14 471 km do Meridiano de Greenwich
Começando no Polo Norte, o meridiano 130º Oeste tem os seguintes cruzamentos:
| País, território ou mar | Notas                                                                          |
| ----------------------- | ------------------------------------------------------------------------------ |
| Oceano Ártico           |                                                                                |
| Mar de Beaufort         |                                                                                |
| Canadá                  | Territórios do Noroeste Yukon Territórios do Noroeste Yukon Colúmbia Britânica |
| Estados Unidos          | Panhandle do Alasca                                                            |
| Canadá                  | Colúmbia Britânica - continente, ilha Pitt e ilha Banks                        |
| Oceano Pacífico         | Passa a oeste de Pitcairn, Pitcairn                                            |
| Oceano Antártico        |                                                                                |
| Antártida               | Território não reivindicado                                                    |